# قره تپه کوراماز
قره تپه کوراماز مربوط به دوره اشکانیان - دوره ساسانیان است و در شهرستان ملکان، بخش لیلان، دهستان لیلان جنوبی واقع شده و این اثر در تاریخ ۲۷ اسفند ۱۳۸۶ با شمارهٔ ثبت ۲۲۵۷۲ به‌عنوان یکی از آثار ملی ایران به ثبت رسیده است.